# Bernard Williams
Bernard Arthur Owen Williams (21. září 1929 – 10. června 2003) byl britský filozof, věnující se především etice a morální filozofii.
Byl profesorem filozofie v Cambridge a v Berkeley. Patřil k analytické filozofii, kloubil ji však s humanismem a odmítal scientismus a neodarwinistický redukcionismus. Snažil se vytvořit etickou teorii inspirovanou Friedrichem Nietzschem a odklánějící se od Kanta na straně jedné a utilitarismu na straně druhé.

### České překlady
- Na počátku byl čin. Realismus a moralismus v politické diskusi, Červený Kostelec, Pavel Mervart 2011.